# Laktaši
La municipalidad de Laktaši se localiza en la región de Banja Luka, dentro de la República Srpska, en Bosnia y Herzegovina.

## Localidades
Esta municipalidad de la República Srpska, localizada en Bosnia y Herzegovina se encuentra subdividida en las siguientes localidades a saber:
- Aleksići
- Bakinci
- Bosanski Aleksandrovac
- Boškovići
- Bukovica
- Veliko Blaško
- Devetina
- Dovići
- Drugovići
- Glamočani
- Jablan
- Jakupovci
- Jaružani
- Kadinjani
- Kobatovci
- Koljani
- Kosijerovo
- Kriškovci
- Krnete
- Laktaši (Ciudad)
- Ljubatovci
- Maglajani
- Mahovljani
- Malo Blaško
- Milosavci
- Miloševci
- Mrčevci
- Papažani
- Petoševci
- Rajčevci
- Riječani
- Slatina
- Trn
- Ćetojevići
- Čardačani
- Šeškovci
- Šušnjari

## Geografía
Laktaši está situado entre los municipios de Gradiška y Srbac al norte, Prnjavor al este, Čelinac sur y también limita con Banja Luka, por el oeste.

## Demografía
Si se considera que la superficie total de este municipio es de 387 kilómetros cuadrados y su población está compuesta por unas 29.832 personas, se puede estimar que la densidad poblacional de esta municipalidad es de setenta y siete habitantes por cada kilómetro cuadrado de esta división administrativa.